# 銀河企画
有限会社銀河企画（ぎんがきかく、英語: Galaxy Plan Inc.）は、東京都千代田区にある日本の出版社、玩具メーカー。出版者登録名は銀河企画。

## 来歴
1998年4月に設立。当初は輸入ゲームの販売を行っていた。ゲームデザイナーの鈴木銀一郎が2002年4月〜2005年3月に顧問を務め、この時期にゲームのリメークや出版が始まった。2014年頃からは「芸術作品を通してあらゆる人々に夢と感動を与える」を社是として、ゲームと創作用パーツの製造販売とともに、小説・ファンタジー・占い関連の出版も手掛けている。

## 主な刊行物

### 小説関連
- 『ドラゴンライダー・新版 (2002年) モンスターメーカーシリーズ』（鈴木銀一郎）
- 『ナルド予言書・新版 (2003年) モンスターメーカーシリーズ』（鈴木銀一郎）
- 電子書籍『旅人フィンと四つの王国 (2015年)』（双星たかはる）JP-e 90979300-113682-0001-01
- 電子書籍『天人と魔人 (2015年)』（柴崎銀河）JP-e 90979300-113682-0002-01
- 『げえむの王様 (復活を賭ける弱小ゲーム会社に未来は訪れるのか？) 遊びのアイデア選書04 (2019年)』（瀧津孝）ISBN 978-4-909793-05-8
- 『ベルーガの冒険　遊びのアイデア選書03 (2020年)』（ひとりじゃ生きられない。）ISBN 978-4-909793-04-1
- 『白銀ペンギン／百分の一秒の軌跡　遊びのアイデア選書08 (2022年)』（寝倉響） ISBN 978-4-909793-09-6
- 『ストーリービルダーズ　遊びのアイデア選書10 (2022年)』（寿甘） ISBN 978-4-909793-11-9
- 『フェルナース神話・前編　遊びのアイデア選書12 (2023年)』（歴山亮） ISBN 978-4-909793-13-3
- 『フェルナース神話・後編　遊びのアイデア選書13 (2023年)』（歴山亮） ISBN 978-4-909793-14-0

### 娯楽関連
- 『リフレコ・パズル問題集１　遊びのアイデア選書06 (2021年)』（柴崎銀河） ISBN 978-4-909793-07-2
- 『トランプの新しい遊び方2021　遊びのアイデア選書07 (2021年)』（石平三治郎） ISBN 978-4-909793-08-9

- 『彼らと僕ら。妖精紳士録　遊びのアイデア選書09 (2022年)』（高畑吉男） ISBN 978-4-909793-10-2
- 『チョキじゃんけん／引き分けならばチョキの勝ち　遊びのアイデア選書05 (2022年)』（柴崎銀河） ISBN 978-4-909793-06-5
- 『デジタルペーパークラフト紙龍　遊びのアイデア選書11 (2023年)』（米村貴裕） ISBN 978-4-909793-12-6
- 『お話の小屋で。妖精物語集　遊びのアイデア選書15 (2024年)』（高畑吉男） ISBN 978-4-909793-16-4

### 占い関連
- 電子書籍『エクスタロット画集・解説 第1巻: 愛情と美徳 (2014年)』（柴崎銀河、双星たかはる）JP-e 90979300-113005-0001-01、他 [4]
- 『思考ツールとしてのタロット　遊びのアイデア選書14 (2024年)』（米光一成） ISBN 978-4-909793-15-7

## ゲーム用品

### アナログゲーム
- カードゲーム『モンスターメーカー・リバイズド (2004年)』（鈴木銀一郎）初版はホビーベースイエローサブマリンと共同で発売
- カードゲーム『モンスターメーカー５ ソフィア聖騎士団・リバイズド (2005年)』（鈴木銀一郎）
- カードゲーム『天九ドミノカード (2006年)』
- カードゲーム『銀爺のわらしべ長者 (2008年)』（鈴木銀一郎）
- カードゲーム『モンスターメーカー学園祭・リバイズド (2010年)』（鈴木銀一郎）
- 汎用トランプ『XTAROT ゲーム用カード：四つの王国 112枚組 (2016年)』
- カードゲーム『将棋のお供 (2018年)』（柴崎銀河）
- カードゲーム『じゃんけんゲーム　井戸じゃんけん／筆じゃんけん／ばとけん (2018年)』（柴崎銀河）
- パズルゲーム『反射推理パズル・リフレコ (2019年)』（柴崎銀河）
- カードゲーム『農場開発ゲーム　イチからファーム２ (2021年)』 （小川昌洋、あんちっく）
- カードゲーム『生存戦略ゲーム　とらかるきつね (2022年)』 （小川昌洋、あんちっく）
- カードゲーム『ダイヤの箱 (2022年)』 （てぃー(TEE)、あんちっく）
- カードゲーム『将棋のお供 ver.2 (2023年)』（柴崎銀河）

### ゲーム創作用品
- 『XTAROT 創作用カード (2016年)』
- 『XTAROT ゲームチップカード (2017年)』
- 『XTAROT ゲーム用紙幣 (2018年)』
- 『XTAROT ダイスビルダー (2018年)』

## 占い用品
- タロット『エクスタロットDX版 25枚組 (2017年)』
- タロット『思考ツールとしてのタロット/特製カード (2017年)』（米光一成）

## イベント
- 『XTAROTの遊び方提案コンテスト』（2018年〜）[5]